# Carlos Motta
Carlos Motta (São Paulo, 1953) é um arquiteto e designer de móveis.
Nasceu na Vila Madalena, bairro pitoresco situado na Zona Oeste da cidade de São Paulo. Atualmente, é dono de seu próprio atelier (Atelier Carlos Motta), que surgiu em meio ao forte movimento da contracultura. O surf, Ioga, ecologia e respeito à natureza fizeram com que o designer buscasse o óbvio, simples, respeitoso e longevo em suas criações. Com seu mobiliário e projetos arquitetônicos, participou de diversas exposições em âmbito nacional e internacional, como por exemplo: Bienal de São Paulo – Brasil, Bienal de Buenos Aires – Argentina, The London Design Festival – Inglaterra, dentre outras.
A marca registrada do designer é enaltecer a natureza e trazer reflexões sobre o uso de um dos seus elementos mais preciosos: a madeira. Afinal, foi a partir dela que surgiram suas peças mais memoráveis. Sua principal influência estética é a cultura Caiçara e suas construções (remos, barcos, casas, etc.).

Carlos sempre enfatiza sua preocupação com a ergonomia das peças e origem do material para que haja o menor impacto possível na natureza. Todos seus projetos são feitos com madeira de redescobrimento – árvores caídas, madeira de demolição ou encontradas no mar e em rios, além de madeiras certificadas pelo Conselho de Gestão Florestal (Forest Stewardship Council em inglês –  FSC). 
O que me interessa mesmo na madeira é a vida, a textura, o cheiro. O convívio com ela é uma coisa muito agradável.
– Carlos Motta 

## Infância e juventude
A juventude brasileira e mundial da década de 60 e 70 foi marcada pelo movimento da Contracultura, que inaugurou uma era de rebeldia e de desapego material. Foi nesse contexto que o designer e arquiteto Carlos Motta nasceu e cresceu, sendo influenciado diretamente pela ideia de criar novas maneiras de viver e novos estilos que se diferenciassem dos modelos eruditos das classes dominantes. 
Carlos era um garoto disléxico e, durante sua infância, foi obrigado a escrever com a mão direita mesmo sendo canhoto. Na adolescência, o autointitulado "hippie" tinha suas particularidades, como ser adepto a uma alimentação macrobiótica e produzir seu próprio xampu misturando babosa e iogurte. Enquanto isso, seu pai (publicitário) se dedicava em vender campanhas de margarina e produtos de higiene pessoal. 
No ano de 1971, o jovem ingressou no curso de arquitetura da FAU , em Mogi das Cruzes. Nesse meio tempo, teve a oportunidade de atuar como estagiário no escritório de Paulo Mendes da Rocha, renomado urbanista brasileiro. Sua graduação como arquiteto veio no ano de 1975.  
Depois disso, Carlos fez uma viagem aos Estado Unidos que foi determinante para seu futuro profissional. Durante sua estadia na ensolarada Califórnia, o até então arquiteto se encantou pela forma como os americanos trabalhavam com a madeira e conseguiam comercializar aqueles produtos. Decidido, iniciou lá mesmo um processo de especialização intenso em marcenaria, através de cursos onde pôde estudar técnicas construtivas em madeira e ferro.

## Carreira
Ao retornar ao Brasil em 1978, com uma boa bagagem de conhecimento, surgiu a vontade de abrir seu próprio negócio. Assim, criou o Atelier Carlos Motta, até então embrionário, no bairro de Vila Madalena (SP). Lá, o arquiteto se fundiu com designer e começou a projetar e executar móveis e objetos. Os princípios que o nortearam desde o início foram a ecologia e respeito à natureza.
Uma de suas principais criações, a Cadeira São Paulo, foi desenhada em 1982 e logo conquistou o público: seu conceito é básico e consiste em um banco com encosto espetado no assento. Porém, apesar de sua simplicidade, a cadeira se tornou uma referência do design brasileiro, ganhando diversos prêmios e participando de importantes exposições, além de ocupar espaço em acervo de museus, espaços públicos, instituições, restaurantes e residências.    

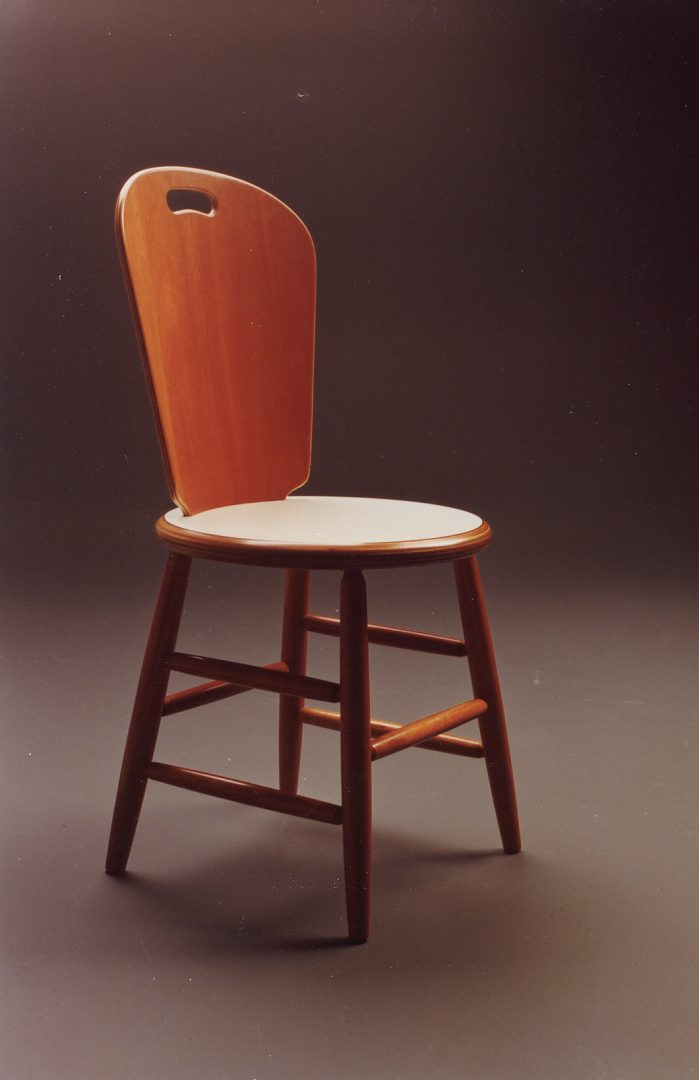
Cadeira São Paulo, desenhada em 1982 por Carlos Motta

### Premiações Cadeira São Paulo
1° lugar no concurso Uniforma - FIESP de melhor design de móvel (1985)
1° lugar categoria móveis - II Premio Museu da Casa Brasileira de Design (1986)
Objeto Brasil / Design nos 500 anos
Pinacoteca do Estado de São Paulo (2000)
| Bienal Brasileira de Design - Pavilhão Lucas
Nogueira Garcez - Ibirapuera - Oca SP (2006)
The London Design Festival - Londres (2007)
Exposição na Bjenkorf - Amsterdam, Holanda (2007)
Brasil Cada Design - Edição Argentina e Edição Panamá (2007-2008)
ícones do Design - Brasil / França - Museu da Casa Brasileira (SP) - 
curadoria Adélia Borges (2008-2009)
Diante do sucesso de suas peças com o público, em 1985 Carlos Motta inaugurou sua fábrica de cadeiras para atender seu negócio, assim consolidando de vez sua marca no mercado. Projeto e execução de móveis, arquitetura, objetos utilitários, esculturas, são os principais trabalhos que realiza até hoje.

### Atelier Carlos Motta
Em 1978, Carlos inaugura o “Atelier Carlos Motta”, considerado uma marcenaria muito bem equipada. Seu foco desde o início foi em projetos arquitetônicos, execução de móveis, esculturas e objetos de uso. Por lá, alguns artigos são produzidos de forma artesanal, outros em série e algumas peças são únicas, seguindo linhas sofisticadas. Do mesmo Atelier saem até mesmo artigos exclusivos, como pedidos especiais de clientes e conceituais para exposições e colecionadores. Suas práticas focam em responsabilidade ambiental e social, objetivando causar o menor impacto possível no planeta e saber dividir o resultado financeiro com todos aqueles que fazem parte da cadeia produtiva.